# Centerville, Iowa
Centerville är en stad (city) i Appanoose County, i delstaten Iowa, USA. Enligt United States Census Bureau har staden en folkmängd på 5 492 invånare (2011) och en landarea på 12,6 km². Centerville är huvudort i Appanoose County.